# سه برادر (مجموعه تلویزیونی)
سه برادر (انگلیسی: Three Brothers; کره‌ای: 수상한 삼형제) یک مجموعه تلویزیونی محصول کره جنوبی سال ۲۰۰۹ با بازی آن نه سانگ، اوه ده گیو، لی جون هیوک، پارک این هوان، دو جی وون، کیم هی جونگ و اوه جی اون است. این مجموعه از ۱۷ اکتبر ۲۰۰۹ تا ۱۳ ژوئن ۲۰۱۰، روزهای شنبه و یکشنبه ساعت ۱۹:۵۵ (کی‌اس‌تی) از کی‌بی‌اس۲ پخش شد.